# Louise Macault
 (décembre 2019).
Louise Macault est une institutrice française née en 1921, décédée en 1946 à Laon (département de l’Aisne), des suites de sa déportation aux camps de Ravensbrück et de Holleischen.

## Biographie
Louise Macault est née le 23 juillet 1921 à Châteaudouble dans le Var. Arrivée à Laon avec ses parents et son frère en 1935, elle devient institutrice à l'école du quartier de Semilly en 1942 pendant la seconde guerre mondiale.
En 1943, son fiancé, Robert Aumont, est envoyé à Düsseldorf en Allemagne, dans le cadre du Service du Travail Obligatoire. Dans les courriers qu'ils s'envoient chaque jour, les deux jeunes gens écrivent des messages à l'encre sympathique à l'intérieur des enveloppes. Ils échangent ainsi, en se cachant de la censure, des informations sur les évènements de la guerre, les bombardements, le moral des troupes d'occupation, les nouvelles diffusées par la radio anglaise. Si elle n'appartient elle-même à aucun réseau, Louise transmet certains des renseignements fournis par Robert à des Laonnois membres de réseaux de résistance. Elle communique également à Robert les horaires de chemin de fer qui vont l'aider à préparer son évasion d'Allemagne.
Louise est dénoncée et la police allemande, qui a intercepté des lettres, l'arrête le 9 septembre 1943. Elle est enfermée à la prison de Saint-Quentin, puis au fort de Romainville et enfin au camp de Royallieu.
Avec 958 autres femmes, elle part le 31 janvier 1944 de la gare de Compiègne pour le camp de concentration de Ravensbrück. Le train qui les emporte est connu sous le nom de "convoi des 27000" en raison des matricules qui sont attribués aux déportées. Louise porte le matricule 27207.
En avril 1944, elle fait partie d'un groupe de femmes françaises qui sont acheminées dans les Sudètes, à Holleischen, dans un Kommando rattaché au camp de concentration de Flossenbürg. C'est là qu'on lui attribue le matricule 50343, cousu sur son habit sous le triangle rouge de déportée politique. Soumise à de terribles conditions de détention, elle est contrainte de travailler, à raison de douze heures par jour, dans une usine d'armement de la firme Skoda, une semaine en équipe de jour, la semaine suivante en équipe de nuit.
Le camp d'Holleischen est libéré le 5 mai 1945 par des partisans tchèques et polonais, avant l'arrivée de l'armée américaine deux jours plus tard.
Louise Macault est de retour à Laon à la fin du mois de mai 1945, dans un état physique très dégradé par les privations.
Elle retrouve Robert Aumont qui s'était évadé en août 1943 et ils se marient en août 1945. Louise reprend son poste d'institutrice à l'école de Semilly mais sa santé décline irrémédiablement et elle meurt le 28 août 1946 des suites de sa déportation.
La mention "morte pour la France" lui est attribuée en 1948.
Elle reçoit également, à titre posthume, le certificat d'appartenance à la Résistance Intérieure Française.

## Hommage
Un groupe scolaire porte son nom à Laon : on y trouve son portrait, son uniforme de prisonnière portant son matricule ainsi qu’une plaque commémorative.